# Simulium alidae
Simulium alidae es una especie de insecto del género Simulium, familia Simuliidae, orden Diptera.
Fue descrita científicamente por Pilaka & Elouard en 1997.